# Hage Geingob
Gottfried Hage Geingob (3. srpna 1941, Otjiwarongo – 4. února 2024, Windhoek) byl třetí prezident Namibie, v úřadu byl od 21. března 2015 až do smrti. Geingob byl prvním namibijským předsedou vlády a tuto funkci zastával od 21. března 1990 do 28. srpna 2002. V téže pozici pak byl od 4. prosince 2012 do 21. března 2015. Mezi lety 2008 a 2012 Geingob zastával funkci ministra průmyslu a obchodu. V letech 2007–2015 byl viceprezidentem Lidové organizace Jihozápadní Afriky (SWAPO) a v roce 2015 se stal jejím prezidentem poté, co odstoupil jeho předchůdce Hifikepunye Pohamba.
V listopadu 2014 byl Geingob velkou většinou hlasů zvolen prezidentem Namibie. V listopadu 2019 byl znovuzvolen.
V roce 1967 se oženil s Priscillou Charlene Cashovou († 2014), rodačkou z New Yorku. Pár měl jedinou dceru jménem Nangula Geingos-Dukes, ale po letech manželství oba požádali o rozvod. Geingob se znovu oženil 11. září 1993 s tehdy sedmatřicetiletou podnikatelkou Loini Kandume. Z tohoto manželství vzešel jeden syn a dcera. V roce 2006 pár podal žádost o rozvod. Třetí manželkou se mu stala v únoru 2015 namibijská podnikatelka Monica Kalondo.
Potýkal se s rakovinou prostaty. Koncem ledna 2024 na sociální síti X ujišťoval občany své země, že navzdory jeho onemocnění nadále vykonává svou funkci. Zemřel v časných ranních hodinách 4. února 2024 v nemocnici v namibijské metropoli Windhoeku. V úřadu jej nahradil druhý viceprezident Nangolo Mbumba, který dokončí prezidentský mandát a povládne do 21. března 2025, kdy do úřadu nastoupí současná viceprezidentka Netumbo Nandiová-Ndaitwahová, která zvítězila ve volbách v listopadu 2024.

## Vyznamenání
- důstojník Řádu akademických palem – Francie, 1980 – za cenné služby pro školství
- Řád Carlose Manuela de Céspedes – Kuba, 1994
- Řád slunce I. třídy – Namibie, 1994 – za vynikající politické vedení
- Řád welwitschie podivné – Namibie, 2015 – dekorován poté, co nastoupil do funkce prezidenta
- Řád José Martího – Kuba, 2024 in memoriam[7]